# Elephas maximus indicus
Индийский слон (лат. Elephas maximus indicus) — подвид азиатского слона, населяющий материковую часть Южной Азии (от Индии до Вьетнама). С 1986 года Elephas maximus занесен в Красную книгу МСОП как находящийся под угрозой исчезновения, поскольку популяция диких азиатских слонов за три поколения сократилась как минимум на 50 %. Неуклонно сокращается и площадь среды его обитания.

## Характеристики
Азиатские слоны меньше африканских слонов, их голова приподнята относительно тела, спина ровная или немного выпуклая. Индийские слоны достигают высоты до 3,5 м, весят от 2000 до 5000 кг. Цвет их кожи светлее, чем у Elephas maximus с небольшими пятнами депигментации, но темнее, чем у sumatranus. Самки обычно меньше самцов и имеют короткие бивни или не имеют их вовсе.
Самый большой индийский слон имел высоту 3,43 метра в плече. В 1985 году два больших быка-слона были впервые обнаружены в национальном парке Бардия и названы Раджа Гадж и Канчха. Они бродили по парковой зоне и время от времени навещали женщин. Раджа Гадж стоял на плече 3,43 м в высоту и имел массивный вес тела. Его внешность сравнивалась со стегодоном и мамонтом из-за его высокой двуглавой формы головы. Его лоб и купола были более заметными, чем у других азиатских слонов-быков.
У индийских слонов меньшие уши, но относительно более широкие черепа и более крупные стволы, чем у африканских слонов. Пальцы большие и широкие. В отличие от их африканских кузенов, их живот пропорционален массе их тела, но африканский слон имеет большой живот по сравнению с черепами

## Распространение и среда обитания
Индия, Непал, Бангладеш, Бутан, Мьянма, Таиланд, Малайский полуостров, Лаос, Китай, Камбоджа и Вьетнам. Вымер в Пакистане. Населяет луга, сухие лиственные, влажные лиственные, вечнозеленые и полувечнозеленые леса.

## Экология и поведение
Слоны классифицируются как мегахервивые и потребляют до 150 кг растительного вещества в день. В районе исследований в 1130 км² в южной Индии были зарегистрированы слоны, которые питались 112 различными видами растений, чаще всего из отряда мальвальских, а также семейства бобовых, пальмовых, осоковых и настоящих трав. Они пасутся на высоких травах, но их расход зависит от сезона. Когда в апреле появляется новый поток, они удаляют нежные лезвия небольшими глыбами. Позже, когда травы выше 0,5 м, они выкорчевывают целые комки, умело их вытирают пыль и поглощают свежие верхушки листьев, но отказываются от корней. Когда травы созревают осенью, они очищают и поглощают сочные базальные порции вместе с корнями и отбрасывают волокнистые лезвия. Из бамбука они питаются саженцами, стеблями и боковыми побегами. В течение сухого сезона с января по апрель они в основном бродят по листьям и веткам, предпочитая свежую листву, и потребляют колючие побеги акации без какого-либо явного дискомфорта. Они питаются корой белого шипа и другими цветущими растениями и потребляют плоды древесного яблока, тамаринда, кумбхи и финиковой пальмы. В непальском национальном парке Бардия слоны потребляют большое количество пойменной травы, особенно в сезон муссонов. В сухое время года они больше ориентируются на кору, составляющую основную часть их рациона в прохладную часть этого сезона. Во время исследования на тропической влажной смешанной лиственной лесной территории площадью 160 км² в Ассаме наблюдалось, что слоны питаются примерно 20 видами трав, растений и деревьев. Такие травы, как Imperata cylindrica и Leersia hexandra, составляли, безусловно, преобладающий компонент их рациона . Модели движения и использования среды обитания популяции слонов были изучены в южной Индии в 1981-83 годах в пределах 1130 км2 исследовательской зоны. Типы растительности этой области включают сухой колючий лес на высоте от 250 до 400 м, лиственный лес на высоте от 400 до 1400 м, низкорослые вечнозеленые леса и луга на высоте от 1400 до 1800 м. Пять различных кланов слонов, каждый из которых состоял из 50—200 особей, имели дома площадью от 105 км2 до 320 км2, которые перекрывались. Они предпочитали среду обитания, где была вода и пищевые растения были приемлемыми. В засушливые месяцы с января по апрель они собирались с высокой плотностью — до пяти особей на км² в речных долинах, где у бродячих растений содержание белка было намного выше, чем у грубых высоких трав на склонах холмов. С началом дождей в мае они рассеялись по более широкой территории с более низкой плотностью, в основном в высокогорных лесах, чтобы питаться свежими травами, которые тогда имели высокую белковую ценность. Во время второго сезона дождей с сентября по декабрь, когда высокие травы стали волокнистыми, они переместились в низкорослые низкорослые открытые леса. Нормальная модель движения может быть нарушена в годы неблагоприятных условий окружающей среды. Тем не менее, характер движения слонов в этом регионе в основном не изменился в течение более чем столетия, как следует из описаний, зарегистрированных в XIX веке. В начале 90-х годов в биосферном заповеднике Нильгири три клановых слона имели общий диапазон домов: 562 км², 670 км² и 799 км². В течение трех лет обследования их годовые домохозяйства в значительной степени перекрывались с незначительными сдвигами в домах в разные годы.

## Угрозы
В настоящее время основными угрозами для азиатских слонов являются потеря среды обитания, деградация и фрагментация, которые приводятся в движение растущим населением и, в свою очередь, приводят к увеличению конфликтов между людьми и слонами, когда слоны едят или попирают посевы. Продолжается потеря значительных размеров ареала слона и подходящей среды обитания; их свободное движение затруднено водохранилищами, гидроэлектростанциями и связанными с ними каналами, ирригационными плотинами, многочисленными очагами культивирования и насаждениями, автомагистралями, железнодорожными линиями, добычей полезных ископаемых и промышленным развитием. Браконьерство слонов для слоновой кости является серьёзной угрозой в некоторых частях Азии. Браконьерство влияет на соотношение полов, которые становятся предвзятыми по отношению к женщинам; генетическая изменчивость уменьшается, а плодовитость и пополнение могут уменьшаться. Браконьерство резко изменило соотношение полов среди взрослых в тигровом заповеднике Перияр, где в период с 1969 по 1989 год соотношение полов между взрослыми мужчинами и женщинами изменилось с 1: 6 до 1: 122. Сохранение слонов на севере Западной Бенгалии было отложено из-за высокого уровня конфликта между людьми и слонами и смертности слонов в результате железнодорожных происшествий. Железнодорожный путь между Силигури и Алипурдуар проходит через 74 км различных лесных подразделений. Каждый день на этой трассе курсирует 20 поездов на высоких скоростях. Слоны, которые проходят от одного лесного участка до другого, бросаются на поезда и умирают. Всего было зарегистрировано 39 мертвых слонов в период с 1958 по 2008 год, из которых десять были убиты в период с 2004 по 2008 год. В Бангладеш лесные районы, которые служили основной средой обитания слонов, претерпели резкое сокращение, что оказало серьёзное воздействие на популяцию диких слонов. Утрата и фрагментация среды обитания объясняется увеличением численности населения и его потребностей в древесине. Незаконная добыча древесины играет важную роль в обезлесении и деградации среды обитания. В результате сокращения среды обитания слоны становятся все более и более склонными к прямому конфликту с людьми. В Мьянме спрос на слоновую кость для изготовления туристических предметов выше, чем когда-либо прежде. Военное правительство проявляет мало интереса к сокращению торговли слоновой костью, в то время как слоны в стране стали тихими жертвами. После всемирного запрета на слоновую кость цены на сырую слоновую кость в стране взлетели с 76 долларов за килограмм для больших бивней в 1989/90 году до более чем 200 долларов за килограмм к середине 1990-х годов. Иностранные туристы несут ответственность за массовое удорожание бивней из слоновой кости, что способствует незаконному убийству слонов. Существует также значительная торговля палочками и резьбой из слоновой кости, которые контрабандой перевозят торговцы из Мьянмы в Китай. Молодые дикие слоны забираются из своих матерей в Мьянме для использования в туристической индустрии Таиланда. При этом матерей часто убивают, а телят помещают рядом с не родственными коровами, чтобы предположить, что они со своими матерями. Телят часто подвергают процессу «взлома», который может включать в себя связывание, ограничение, голод, избиение и пытки, в результате чего две трети могут погибнуть

## Сохранение
Elephas maximus указан в Приложении I СИТЕС. Проект «Слон» был запущен в 1992 году Министерством окружающей среды и лесов правительства Индии для оказания финансовой и технической поддержки усилиям по управлению дикой природой со стороны штатов в отношении их свободно распространяющихся популяций диких азиатских слонов. Проект направлен на обеспечение долгосрочного выживания жизнеспособных и сохраняющих зависимость популяций слонов в их естественной среде обитания путем защиты слонов, их среды обитания и миграционных коридоров. Другие цели проекта «Слон» — поддержка исследований экологии и управления слонами, повышение осведомленности о сохранении среди местного населения, улучшение ветеринарной помощи для слонов в неволе.